# 서산초등학교
서산초등학교는 대한민국 충청남도 서산시 동문동에 있는 공립 초등학교이다.

## 학교 연혁
| 1911년 | 9월 1일   | 서산공립보통학교 개교설립인가 7월 5일(서산면 읍내리 472) |
| 1933년 | 11월 27일 | 현 위치로 교사 이전                                      |
| 1938년 | 4월 1일   | 서산영공립심상소학교로 개칭                              |
| 1941년 | 4월 1일   | 서산영공립국민학교로 개칭                                |
| 1946년 | 3월 1일   | 서산공립국민학교로 개칭                                  |
| 1949년 | 12월 31일 | 서산국민학교로 개칭                                      |
| 1996년 | 3월 1일   | 서산초등학교로 개칭                                      |
| 2016년 | 2월 12일  | 제104회 졸업식(66명 졸업) 총 27,056명                    |
| 2016년 | 3월 1일   | 13(특수1)학급 편성                                       |
| 2017년 | 2월 10일  | 제105회 졸업(57명, 27,113명)                             |
| 2017년 | 3월 1일   | 13(특수1)학급 편성                                       |
| 2017년 | 9월 1일   | 제42대 안덕원 교장 부임                                  |
| 2018년 | 2월 9일   | 제106회 졸업(52명,27,165명)                              |
| 2018년 | 3월 1일   | 14(특수1)학급 편성                                       |

## 참고 자료
- 서산초등학교 - 한국교육학술정보원 학교알리미